# Trogulus
Genre
Synonymes
- Metopoctea Simon, 1879

Trogulus est un genre d'opilions dyspnois de la famille des Trogulidae.

## Distribution
Les espèces de ce genre se rencontrent dans le bassin méditerranéen.

## Liste des espèces
Selon World Catalogue of Opiliones (22/04/2021) :
- Trogulus aquaticus Simon, 1879
- Trogulus balearicus Schonhöfer & Martens, 2008
- Trogulus banaticus Avram, 1971
- Trogulus cisalpinus Chemini & Martens, 1988
- Trogulus closanicus Avram, 1971
- Trogulus coreiformis Koch, 1839
- Trogulus coriziformis Koch, 1839
- Trogulus cristatus Simon, 1879
- Trogulus falcipenis Komposch, 2000
- Trogulus graecus Dahl, 1903
- Trogulus gypseus Simon, 1879
- Trogulus hirtus Dahl, 1903
- Trogulus huberi Schönhofer & Martens, 2008
- Trogulus karamanorum Schönhofer & Martens, 2009
- Trogulus longipes Haupt, 1956
- Trogulus lusitanicus Giltay, 1932
- Trogulus lygaeiformis Koch, 1839
- Trogulus martensi Chemini, 1983
- Trogulus megaligrava Schönhofer, Karaman & Martens, 2013
- Trogulus melitensis Schönhofer & Martens, 2009
- Trogulus nepaeformis (Scopoli, 1763)
- Trogulus oltenicus Avram, 1971
- Trogulus ozimeci Schönhofer, Karaman & Martens, 2013
- Trogulus pharensis Schönhofer & Martens, 2009
- Trogulus prietoi Schönhofer & Martens, 2008
- Trogulus pyrenaicus Schönhofer & Martens, 2008
- Trogulus rossicus Šilhavý, 1968
- Trogulus setosissimus Roewer, 1940
- Trogulus squamatus Koch, 1839
- Trogulus templetonii Westwood, 1833
- Trogulus tenuitarsus Schönhofer, Karaman & Martens, 2013
- Trogulus thaleri Schönhofer & Martens, 2009
- Trogulus tingiformis Koch, 1847
- Trogulus torosus Simon, 1885
- Trogulus tricarinatus (Linnaeus, 1767)
- Trogulus uncinatus Gruber, 1969

## Publication originale
- Latreille, 1802 : « Famille Troisième. Phalangiens. » Histoire naturelle, générale et particulière des Crustacés et des Insectes, F. Dufart, Paris, p. 60–62 (texte intégral).